# Wereldkampioenschappen skeleton 2020
De IBSF wereldkampioenschappen skeleton 2020 (officieel: BMW IBSF Bob und Skeleton Weltmeisterschaften presented by IDEAL Versicherung) werden gehouden van 27 februari tot en met 1 maart in Altenberg, Duitsland. Tegelijkertijd werden in Altenberg de wereldkampioenschappen bobsleeën afgewerkt.

## Algemeen
Er stonden drie onderdelen op het programma, de traditionele onderdelen mannen en vrouwen individueel en het nieuwe onderdeel gemengdteam dat in de plaats kwam van de landenwedstrijd met de tweemansbobsleeën. Hierin kwamen per team een mannelijke en een vrouwelijke skeletonracer uit, die in elk direct na elkaar een run afdaalden. Er gold een maximum van twee teams per land. Er namen 60 deelnemers uit 22 landen deel, waarvan 32 mannen uit vijftien landen en 28 vrouwen uit zeventien landen. Dertig van deze 60 namen deel in de teamwedstrijd.
Mannen
Bij de mannen werd het erepodium door drie landgenoten ingenomen, hetgeen eerder alleen in 1991 had plaatsgevonden toen er drie Oostenrijkers op stonden. Bij de vrouwen hadden drie Duitse vrouwen dit in 2019 als eerste  gepresteerd. Dit jaar betrof het drie Duitse mannen. Christopher Grotheer behaalde als derde Duitser na Willy Schneider in 1998 en Andy Böhme in 2000 de wereldtitel. In 2015 en 2017 behaalde hij zilver in de landenwedstrijd en in 2019 werd hij hierin wereldkampioen. Op plek twee nam Axel Jungk plaats, de plek die hij ook in 2017 innam. In 2015, 2016 en 2017 werd hij wereldkampioen in de landenwedstrijd. Alexander Gassner op plaats drie stond voor het eerst op dit podium.
Vrouwen
Bij de vrouwen werd de titel geprolongeerd door de Duitse Tina Hermann, haar derde in totaal, in 2016 behaalde ze de eerste. In 2017 eindigde ze als tweede. Marina Gilardoni -na de eerste drie runs telkens nog aan de leiding- op plaats twee was na Maya Pedersen (wereldkampioene in 2001 en 2005 en tweede in 2007) de tweede Zwitserse vrouw die op dit podium plaatsnam. In 2016 was Janine Flock de eerste Oostenrijkse vrouw die een medaille behaalde op dit kampioenschap met haar tweede plaats, dit jaar werd de tweede behaald met de derde plaats.
Gemengdteam
Het nieuwe teamonderdeel met vijftien deelnemende teams uit negen landen werd gewonnen door het duo Jacqueline Lölling en Alexander Gassner uit Duitsland dat als veertiende team van start was gegaan.  Lölling -individueel wereldkampioen in 2017 en tweede in 2015 en 2019- was ook lid van winnende landenteam in 2017. Gassner behaalde in 2017 brons met een internationaalteam. De tweede positie werd ingenomen door het als vijfde gestartte duo Jane Channell en David Greszczyszyn uit Canada. Greszczyszyn behaalde in 2019 de zilveren medaille in de landenwedstrijd. Het team dat als eerste van start was gegaan, Valentina Margaglio en Mattia Gaspari, eindigden op de derde plaats. Dit was de eerste medaille voor Italië op een wereldkampioenschap skeleton. Het Duitse team met de beide individuele wereldkampioenen van 2020 eindigde op plaats vijf.

## Programma
| Onderdeel     | 27 februari | 28 februari | 29 februari | 1 maart    |
| ------------- | ----------- | ----------- | ----------- | ---------- |
| Mannen        | run 1 en 2  | run 3 en 4  |             |            |
| Vrouwen       |             | run 1 en 2  | run 3 en 4  |            |
| Gemengdteam * |             |             |             | run 1 en 2 |

* Het nieuwe onderdeel gemengdteam, dat in de plaats kwam van de landenwedstrijd met per team twee (2-mans)bobslee- (m/v) en twee skeleton-runs (m/v), bestond uit een run voor de mannen en een run voor de vrouwen.

## Medailles
| Onderdeel   | Goud                                           | Zilver                                  | Brons                                     |  |
| ----------- | ---------------------------------------------- | --------------------------------------- | ----------------------------------------- |  |
| Mannen      | Christopher Grotheer                           | Axel Jungk                              | Alexander Gassner                         |  |
| Vrouwen     | Tina Hermann                                   | Marina Gilardoni                        | Janine Flock                              |  |
| Gemengdteam | Duitsland Jacqueline Lölling Alexander Gassner | Canada Jane Channell David Greszczyszyn | Italië Valentina Margaglio Mattia Gaspari |  |

### Medaillespiegel
| #      | Land        | Goud | Zilver | Brons | Totaal |
| ------ | ----------- | ---- | ------ | ----- | ------ |
| 1      | Duitsland   | 3    | 1      | 1     | 005    |
| 2      | Canada      | 0    | 1      | 0     | 001    |
| “      | Zwitserland | 0    | 1      | 0     | 001    |
| 4      | Italië      | 0    | 0      | 1     | 001    |
| “      | Oostenrijk  | 0    | 0      | 1     | 001    |
| Totaal | Totaal      | 3    | 3      | 3     | 9      |

## Uitslagen
| #                             | Naam                    | Land   | Tijd        |
| 4 runs                        | 4 runs                  | 4 runs | 4 runs      |
| ----------------------------- | ----------------------- | ------ | ----------- |
| Goud                          | Christopher Grotheer    | GER    | 3.44,81 min |
| Zilver                        | Axel Jungk              | GER    | +0,02 s     |
| Brons                         | Alexander Gassner       | GER    | +0,05 s     |
| 4                             | Martins Dukurs          | LAT    | +0,57 s     |
| 5                             | Felix Keisinger         | GER    | +0,80 s     |
| 6                             | Yun Sung-bin            | KOR    | +1,10 s     |
| 7                             | Tomass Dukurs           | LAT    | +1,82 s     |
| 8                             | Aleksandr Tretjakov     | RUS    | +2,12 s     |
| 9                             | Nikita Tregoebov        | RUS    | +2,27 s     |
| 10                            | Marcus Wyatt            | GBR    | +2,34 s     |
| 11                            | Yan Wengang             | CHN    | +3,10 s     |
| 12                            | Kim Ji-soo              | KOR    | +3,46 s     |
| 13                            | Jevgeni Roekosoejev     | RUS    | +3,54 s     |
| 14                            | Vladyslav Heraskevytsj  | UKR    | +3,56 s     |
| 15                            | Matt Weston             | GBR    | +3,65 s     |
| 16                            | Jung Seung-gi           | KOR    | +4,02 s     |
| 17                            | Florian Auer            | AUT    | +4,35 s     |
| 18                            | Nathan Crumpton         | ASA    | +4,80 s     |
| 19                            | Samuel Maier            | AUT    | +5,04 s     |
| 20                            | Craig Thompson          | GBR    | +5,45 s     |
| Niet geplaatst voor de 4e run |                         |        |             |
| 21                            | Geng Wenqiang           | CHN    |             |
| 22                            | Austin Florian          | USA    |             |
| 23                            | Dave Greszczyszyn       | CAN    |             |
| 24                            | Chen Wenhao             | CHN    |             |
| 25                            | Kevin Boyer             | CAN    |             |
| 26                            | Mattia Gaspari          | ITA    |             |
| 27                            | Andrew Blaser           | USA    |             |
| 28                            | Mihail Sebastian Enache | ROU    |             |
| 29                            | Basil Sieber            | SUI    |             |
| 30                            | Samuel Keiser           | SUI    |             |
| 31                            | Amedeo Bagnis           | ITA    |             |
|                               | Ander Mirambell         | ESP    | DNS         |

| #                             | Naam                  | Land   | Tijd        |
| 4 runs                        | 4 runs                | 4 runs | 4 runs      |
| ----------------------------- | --------------------- | ------ | ----------- |
| Goud                          | Tina Hermann          | GER    | 3.54,52 min |
| Zilver                        | Marina Gilardoni      | SUI    | +0,22 s     |
| Brons                         | Janine Flock          | AUT    | +1,21 s     |
| 4                             | Jacqueline Lölling    | GER    | +1,39 s     |
| 5                             | Jelena Nikitina       | RUS    | +1,50 s     |
| 6                             | Sophia Griebel        | GER    | +1,87 s     |
| 7                             | Anna Fernstädt        | CZE    | +1,98 s     |
| 8                             | Jane Channell         | CAN    | +3,09 s     |
| 9                             | Kim Meylemans         | BEL    | +3,50 s     |
| 10                            | Kendall Wesenberg     | USA    | +4,12 s     |
| 11                            | Renata Choezina       | RUS    | +4,38 s     |
| 12                            | Joelia Kanakina       | RUS    | +4,38 s     |
| 13                            | Lin Huiyang           | CHN    | +4,75 s     |
| 14                            | Agathe Bessard        | FRA    | +4,79 s     |
| 15                            | Kimberley Bos         | NED    | +4,82 s     |
| 16                            | Mirela Rahneva        | CAN    | +4,99 s     |
| 17                            | Valentina Margaglio   | ITA    | +5,00 s     |
| 18                            | Megan Henry           | USA    | +5,06 s     |
| 19                            | Laura Deas            | GBR    | +5,37 s     |
| 20                            | Savannah Graybill     | USA    | +5,69 s     |
| Niet geplaatst voor de 4e run |                       |        |             |
| 21                            | Madelaine Smith       | GBR    |             |
| 22                            | Alessia Crippa        | ITA    |             |
| 23                            | Kimberley Murray      | GBR    |             |
| 24                            | Nicole Rocha Silveira | BRA    |             |
| 25                            | Zhu Yangqi            | CHN    |             |
| 26                            | Leslie Stratton       | SWE    |             |
| 27                            | Jaclyn Narracott      | AUS    |             |
| 28                            | Darta Zunte           | LAT    |             |

## Belgische deelname
| Vrouwen | Kim Meylemans | 9e (17/8/8/8) |

## Nederlandse deelname
| Vrouwen | Kimberley Bos | 15e (12/21/11/14) |